# Norberto Cassinelli
Norberto Cassinelli (Carasco, 13 aprile 1829 – Recanati, 20 giugno 1911) è stato un presbitero italiano riconosciuto venerabile dalla Chiesa cattolica.

## Biografia
Nasce il 13 aprile 1829 a Graveglia, frazione di Carasco, in Liguria. Nel 1843 entra in seminario e l'8 luglio 1847 si trasferisce al convento dei Passionisti dell'Angelo, vicino a Lucca. Intraprende la professione solenne il 24 luglio 1848 e poi riceve l'ordinazione il 20 dicembre 1851. A Recanati studia per prepararsi alle missioni parrocchiali ma, nel 1854, viene inviato a Morrovalle come vice-maestro dei novizi. Due anni dopo, diviene guida spirituale di San Gabriele dell'Addolorata (1838-1862), fino alla morte del giovane novizio. La vita di Norberto viene segnata per sempre dalla presenza di questo figlio spirituale.
Dal 1862 al 1867 i conventi vengono chiusi dalle leggi di soppressione ed i religiosi sono costretti a convivere presso amici. Ritornano gradualmente alla vita comunitaria dopo quindici anni. Durante questo periodo Norberto è consultore e poi padre provinciale nonché responsabile dei religiosi dispersi. Nel 1878, il capitolo generale della congregazione, organizzato a Roma, elegge padre Bernardo Maria di Gesù come superiore generale e Norbert come secondo consultore. Dal 1887 al 1893 ricopre l'ufficio di provinciale. È ricercato come direttore, confessore e predicatore di esercizi spirituali, particolarmente dalle comunità religiose. Nel 1908 partecipa alla beatificazione di Gabriele. Dopo i festeggiamenti, Norberto ritorna al convento di Recanati dove muore il 29 giugno del 1911.

## Il culto
È proclamato venerabile il 15 dicembre 1994 da Papa Giovanni Paolo II.
La sua tomba, nel civico cimitero di Recanati, è ancora oggi meta di pellegrinaggio da parte dei fedeli.